# Asterogyne yaracuyense
Espèce
Classification phylogénétique
Statut de conservation UICN

 CR  : 
En danger critique
Asterogyne yaracuyense est une espèce végétale de la famille des Arecaceae (Palmiers) du genre Asterogyne.